# Prach

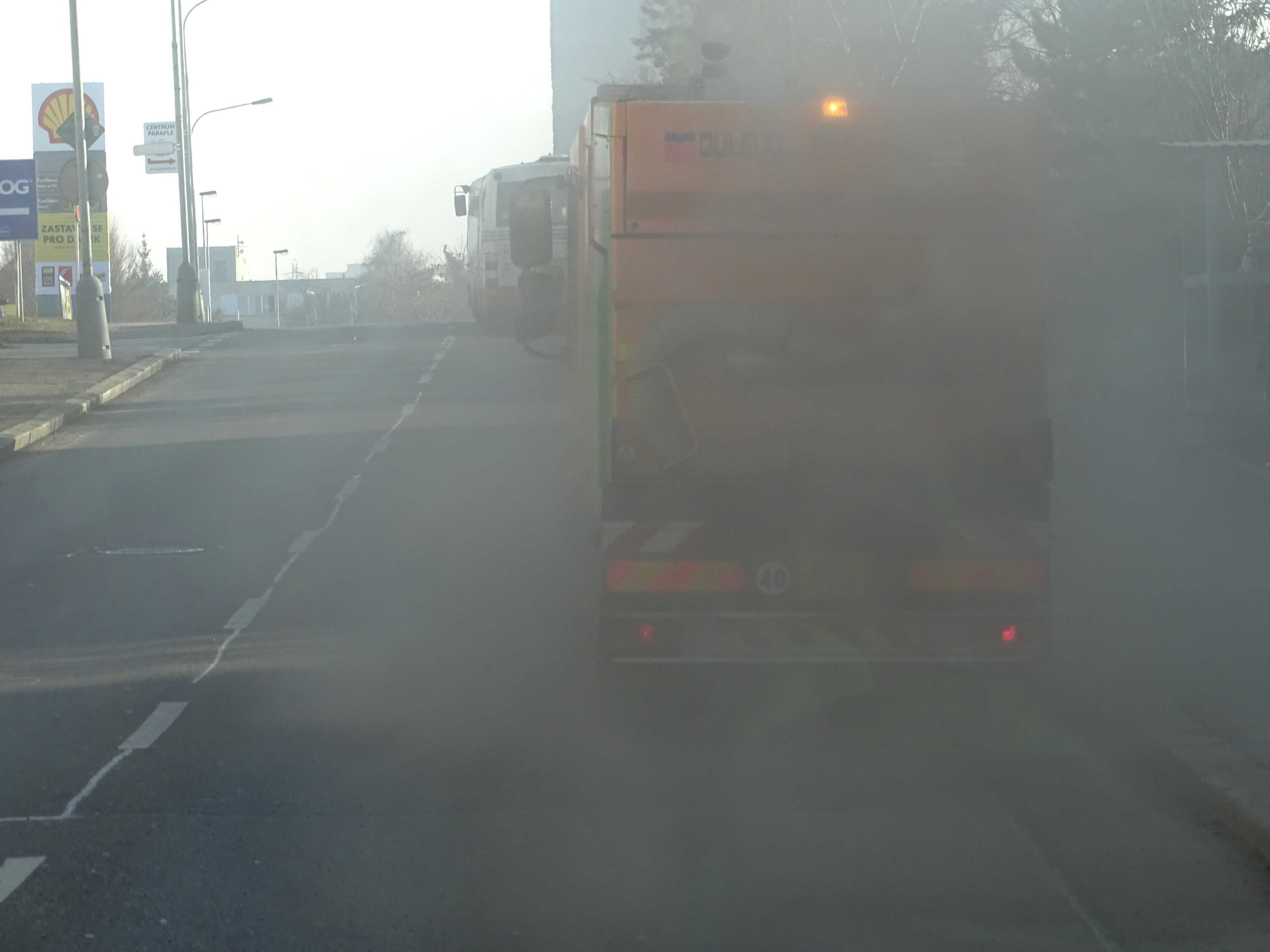
Zametací auto Pražských služeb víří uliční prach

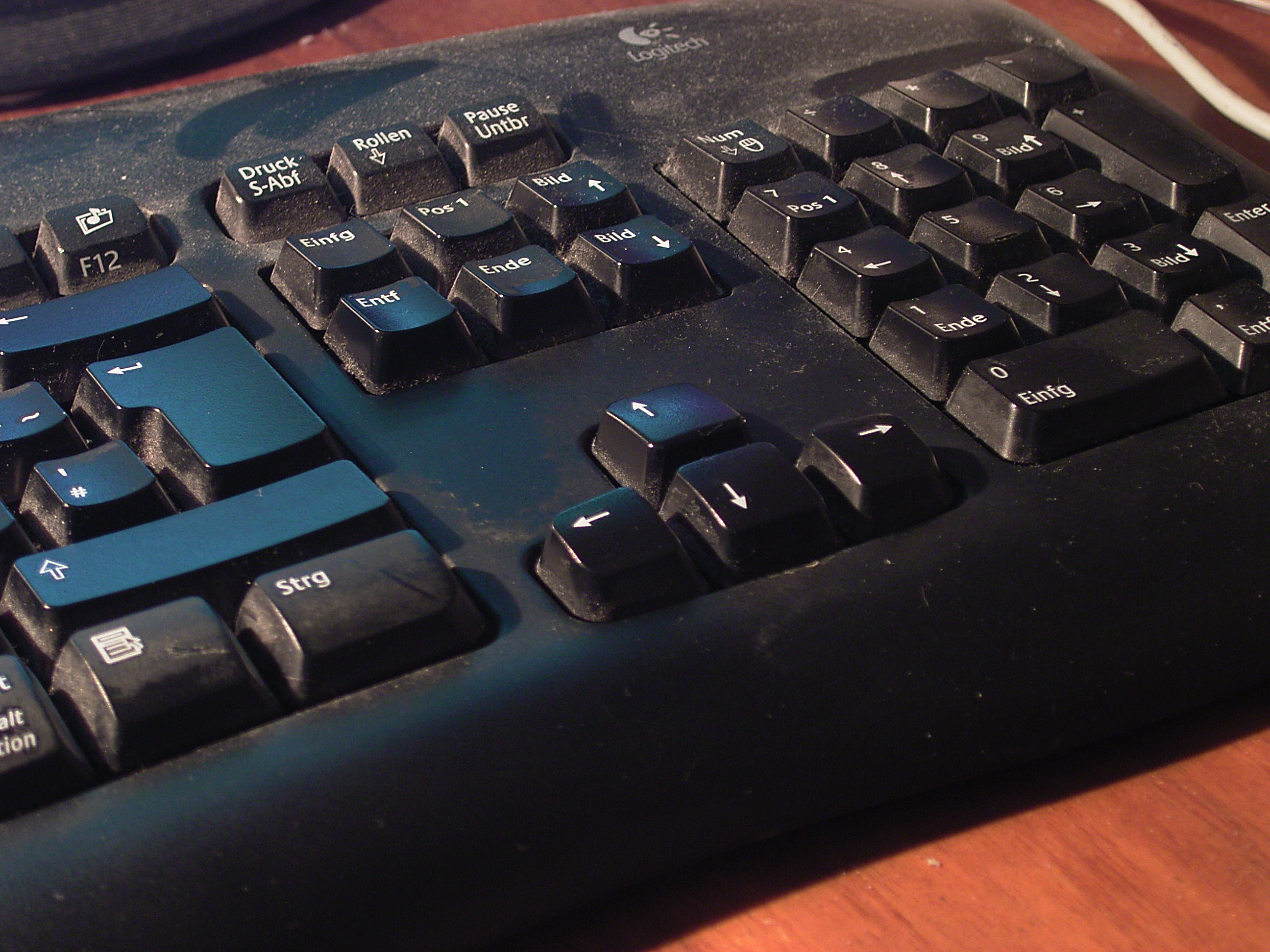
Prach na klávesnici

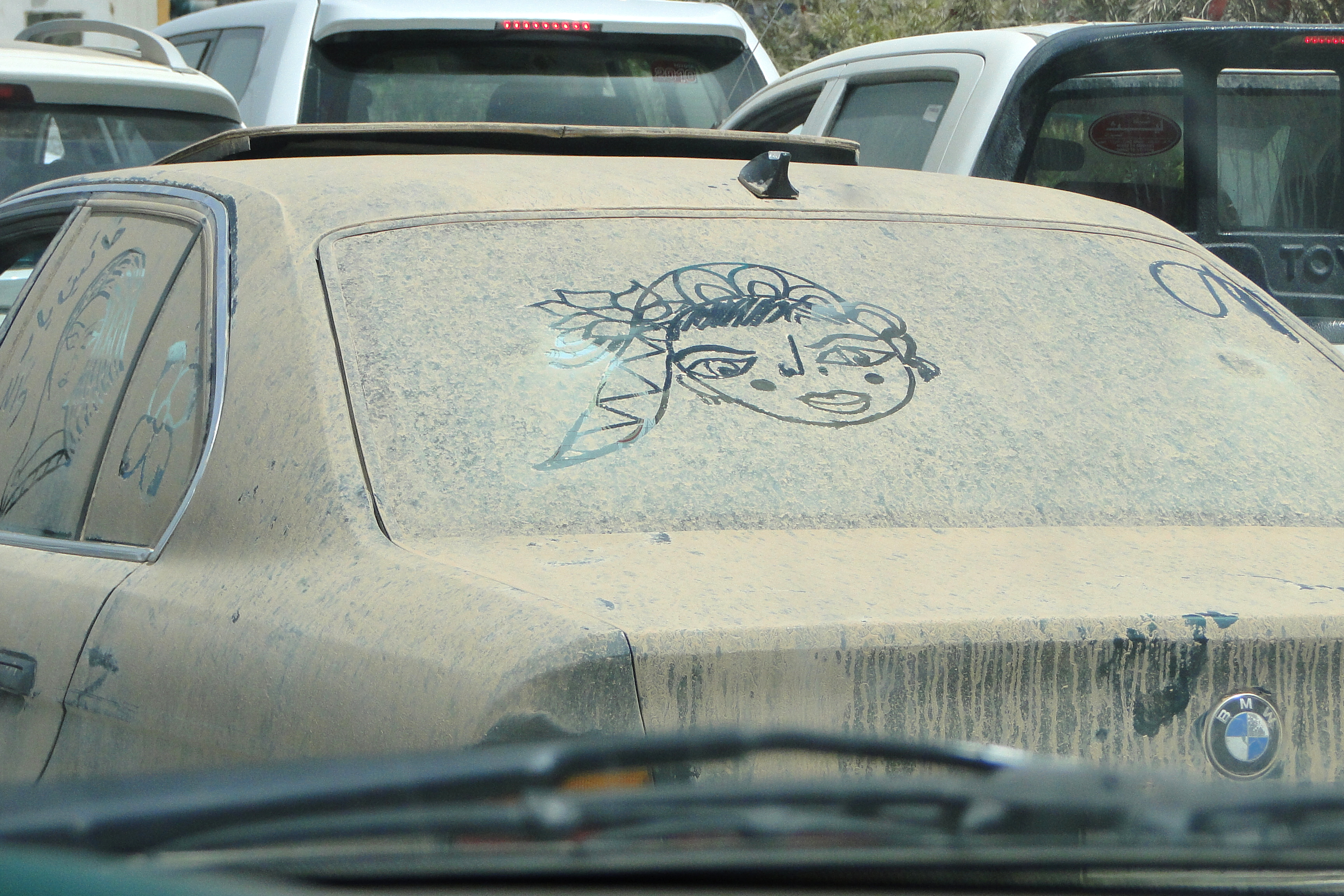
Kresbička na zaprášeném autě

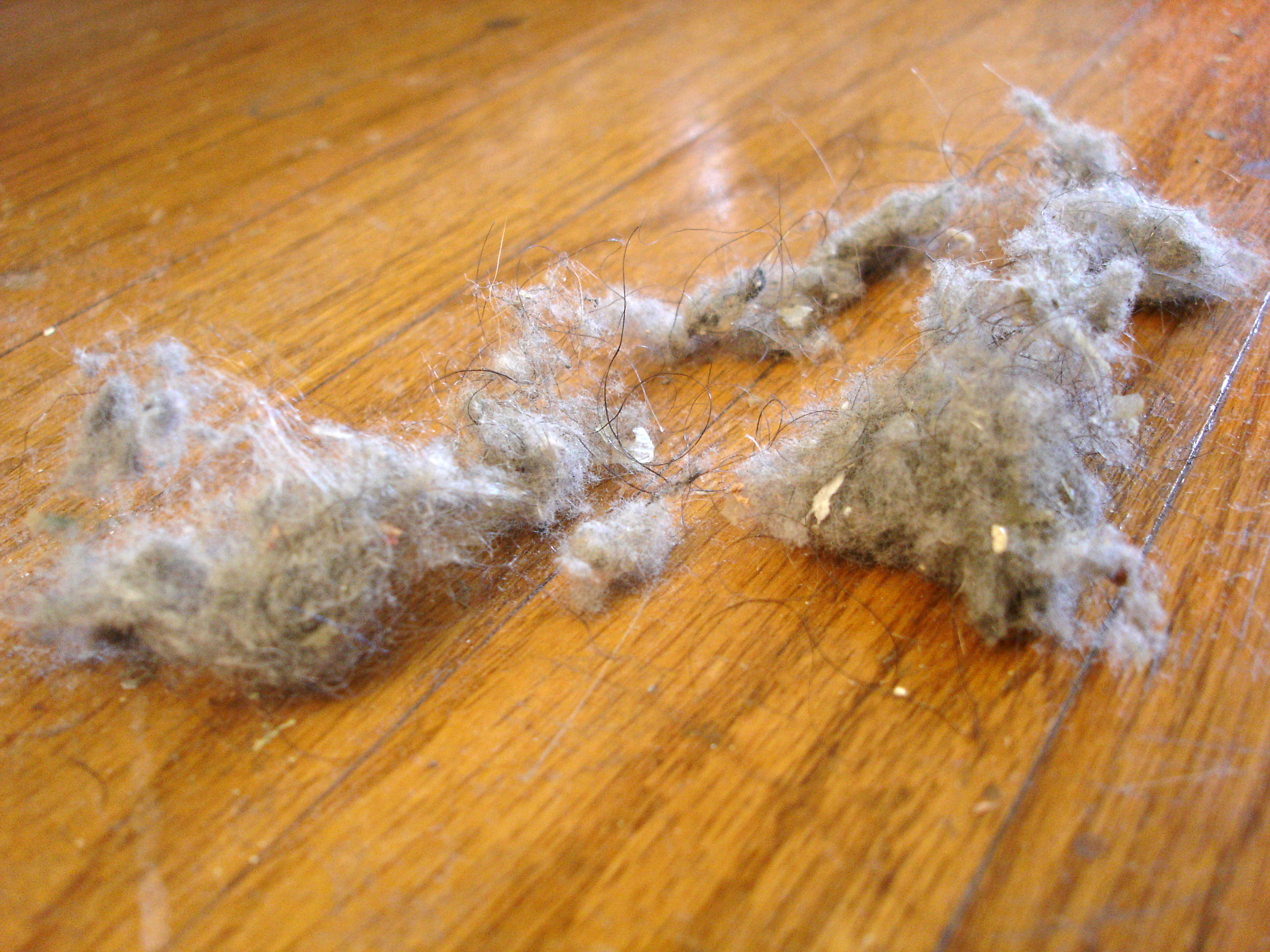
Chuchvalce prachu a smetí

Prach je obecné jméno pro tuhé částice s průměrem menším než 500 mikrometrů a obecněji pro jemně oddělenou hmotu. Pozemská atmosféra obsahuje prach z různých zdrojů jako půdní prach nesený větrem, sopečné erupce a znečištění. Vzdušný prach je považován za aerosol. Může ovlivnit vyzařování atmosféry a mít značný vliv na podnebí. Pokud je navíc prach složen z hořlavé látky jako je tomu v případě mouky a uhelného prachu, může představovat riziko výbuchu.
Znečištění atmosféry během 20. století rostlo, což se projevilo i na usazování prachu v Antarktidě.
Prach je odpovědný za některé nemoci plic, zvláště u horníků, kdy může způsobovat alergii nebo působit jako spouštěcí mechanismus astmatu. Může přenášet i bakterie.
Mezinárodní agentura pro výzkum rakoviny považuje jako prokázaný karcinogen prach z kůže, oxidu křemičitého a dřeva.

## Domácí prach
Částice domácího prachu jsou vytvářeny především domácími obyvateli odpadáváním kožních buněk; část domácího prachu pochází z atmosférického prachu zvenčí. Pozorování prachových částic v přímém slunečním světle může odhalit tvar háčku. Většina prachových částeček v našich domácnostech pochází z mrtvé kůže.[zdroj?]
Hmyz a jiná drobná zvířena může mít na prach vzájemný účinek, který má záporný vliv na lidské obyvatele domu. Proto je v mnoha podnebních podmínkách vhodné udržovat mírný průvan vzduchu domem necháváním dveří a oken pootevřených. Po opuštění domu jsou částice odneseny větrem či rozloženy slunečním svitem. Řízení prachu a průchodu vzduchu je klíčové v chladném podnebí, které podporuje sklon neprodyšně uzavřít i malé mezery a tím zamezit jakémukoliv vniknutí čerstvého vzduchu do domu.
Tvorbu prachu ovlivňují domácí roztoči. Obecně jsou přítomni na veškerém povrchu i ve vzduchu. Domácí roztoči se živí částicemi organické hmoty, tvořící hlavní složku domácího prachu. Vylučují enzymy pro trávení prachových částic. Enzymy a stolice roztočů se stávají součástí domácího prachu a mohou probouzet u lidí alergickou reakci. Prachovým roztočům se daří ve vláknech matrací, čalouněného nábytku a koberců.
Částice tvořící domácí prach se snadno stávají vzdušnými. Proto je třeba věnovat odstraňování prachu pozornost, neboť činnost, jejímž cílem bylo odstranit prach, ho může místo toho pouze učinit vzdušným.
Prach v domácnostech často obsahuje nebezpečné chemikálie z předmětů.
Domácí prach lze odstranit následujícími postupy: vytíráním, stíráním či smetením rukou, látkou či houbou, prachovkou či koštětem, nebo sáním do vysavače či vzduchového filtru. Při těchto činnostech může část prachu skončit v plicích aktéra.